# 哈尔苏姆
哈尔苏姆是德国下萨克森州的一个市镇。总面积49.93平方公里，总人口11663人，其中男性5778人，女性5885人（2011年12月31日），人口密度234人/平方公里。